# Associazione Calcio Venezia 1961-1962
Questa voce raccoglie le informazioni riguardanti l'Associazione Calcio Venezia nelle competizioni ufficiali della stagione 1961-1962.

## Stagione
Nella stagione 1961-1962 il Venezia disputa il campionato di Serie A, con 29 punti si piazza in dodicesima posizione di classifica, appaiato alla Juventus. Lo scudetto è stato vinto dal Milan con 53 punti, al suo ottavo titolo di Campione d'Italia, al secondo posto l'Inter con 48 punti, terza la Fiorentina con 46 punti. Retrocedono in Serie B il Padova ed il Lecco con 23 punti e l'Udinese con 17 punti.
Nel Venezia affidato alle cure di Carlo Alberto Quario si mettono in evidenza gli attaccanti Gino Raffin autore di 11 reti, delle quali 10 messe a segno nel girone di andata, ed il brasiliano Bruno Siciliano con 8 reti meglio distribuite, ed i centrocampisti, lo spagnolo Juan Santisteban arrivato in prestito dal Real Madrid, e Gianni Invernizzi ex di Inter e Torino che ha portato la sua esperienza al servizio dei neroverdi. In Coppa Italia il Venezia inizia dal secondo turno ma viene subito estromesso dal Mantova (1-0).

## Rosa
| N. |                   | Ruolo | Calciatore                |
| -- | ----------------- | ----- | ------------------------- |
|    | Italia (bandiera) | P     | Enzo Magnanini            |
|    | Italia (bandiera) | P     | Gian Domenico Baldisserri |
|    | Italia (bandiera) | P     | Claudio Bandoni           |
|    | Italia (bandiera) | P     | Giovanni Bubacco          |
|    | Italia (bandiera) | D     | Mario Ardizzon            |
|    | Italia (bandiera) | D     | Sergio Carantini          |
|    | Italia (bandiera) | D     | Antonio De Bellis         |
|    | Italia (bandiera) | D     | Gianni Grossi             |
|    | Italia (bandiera) | D     | Bruno Santon              |
|    | Italia (bandiera) | D     | Claudio Azzali            |
|    | Italia (bandiera) | D     | Nello Sgorbissa           |
|    | Italia (bandiera) | C     | Sergio Frascoli           |
|    | Italia (bandiera) | C     | Mario Tesconi             |

| N. |                     | Ruolo | Calciatore            |
| -- | ------------------- | ----- | --------------------- |
|    | Italia (bandiera)   | C     | Gianni Invernizzi     |
|    | Italia (bandiera)   | C     | Dino D'Alessi         |
|    | Italia (bandiera)   | A     | Gianni Rossi          |
|    | Italia (bandiera)   | A     | Gino Raffin           |
|    | Spagna (bandiera)   | A     | Juan Santisteban      |
|    | Italia (bandiera)   | A     | Angelo Pochissimo     |
|    | Brasile (bandiera)  | A     | Bruno Siciliano       |
|    | Ungheria (bandiera) | A     | László Kaszás         |
|    | Italia (bandiera)   | A     | Giovanni Zavaglio     |
|    | Italia (bandiera)   | A     | Gabriele Guizzo       |
|    | Italia (bandiera)   | A     | Gianfranco Maschietto |
|    | Italia (bandiera)   | A     | Daniele Danieli       |

## Risultati

### Serie A

#### Girone di andata
| Arbitro: | Campanati (Milano) |

|  |           |                 |
|  | Marcatori | 62’ Dell'Angelo |

| Arbitro: | Sbardella (Roma) |

|                                         |           |                   |
| Olivieri 74’ Favini 80’ Christensen 86’ | Marcatori | 60’ (rig.) Kaszás |

| Arbitro: | Bonetto (Torino) |

|                                    |           |                                     |
| Rossi 2’ Raffin 5’, 38’ (rig.) 88’ | Marcatori | 15’ Sormani 30’ Mazzero 65’ Recagni |

| Arbitro: | Adami (Roma) |

|                                                     |           |                        |
| Ferrini 12’ Locatelli 33’ Crippa 58’ Law 68’ (rig.) | Marcatori | 61’, 88’ (rig.) Raffin |

| Arbitro: | Di Tonno (Lecce) |

|                             |           |                         |
| Raffin 40’ (rig.) Rossi 57’ | Marcatori | 2’ Waldner 59’ Mencacci |

| Arbitro: | Adami (Roma) |

|              |           |  |
| Fernando 22’ | Marcatori |  |

| Arbitro: | Rebuffo (Milano) |

|                                |           |                |
| Raffin 62’ Bruno Siciliano 71’ | Marcatori | 28’ Manganotto |

| Arbitro: | Jonni (Macerata) |

|                                |           |              |
| Bruno Siciliano 17’ Raffin 83’ | Marcatori | 57’ Altafini |

| Arbitro: | Marchese (Napoli) |

|                    |           |  |
| Lojacono 1’ (rig.) | Marcatori |  |

| Arbitro: | Di Tonno (Lecce) |

|                                                  |           |              |
| Di Giacomo 6’ Panza 24’, 80’ Lindskog 32’ (rig.) | Marcatori | 77’ Frascoli |

| Arbitro: | De Robbio (Torre Annunziata) |

|           |           |            |
| Rossi 78’ | Marcatori | 41’ Boskov |

| Arbitro: | Angelini (Firenze) |

|                      |           |                 |
| Carantini 28’ (aut.) | Marcatori | 29’ Santisteban |

| Arbitro: | Politano (Cuneo) |

|             |           |              |
| Vinicio 59’ | Marcatori | 17’ Frascoli |

| Arbitro: | Jonni (Macerata) |

|            |           |             |
| Raffin 62’ | Marcatori | 30’ Bettini |

| Arbitro: | Roversi (Bologna) |

|               |           |            |
| Szymaniak 10’ | Marcatori | 60’ Raffin |

| Venezia 10 dicembre 1961 16ª giornata | Venezia           | 0 – 0 | Padova | Stadio Pierluigi Penzo\| Arbitro: \| Grignani (Milano) \| |
| Arbitro:                              | Grignani (Milano) |       |        |                                                           |

| Arbitro: | Marchese (Napoli) |

|            |           |  |
| Sivori 66’ | Marcatori |  |

#### Girone di ritorno
| Arbitro: | Jonni (Macerata) |

|                       |           |  |
| Milani 51’ Hamrin 63’ | Marcatori |  |

| Arbitro: | De Robbio (Torre Annunziata) |

|  |           |             |
|  | Marcatori | 13’ Maschio |

| Arbitro: | Sebastio (Taranto) |

|             |           |  |
| Sormani 79’ | Marcatori |  |

| Arbitro: | Roversi (Bologna) |

|  |           |             |
|  | Marcatori | 60’ Albrigi |

| Arbitro: | Marchese (Napoli) |

|              |           |                   |
| Mencacci 27’ | Marcatori | 31’ (aut.) Massei |

| Arbitro: | Gambarotta (Genova) |

|             |           |  |
| Tesconi 75’ | Marcatori |  |

| Udine 4 febbraio 1962 24ª giornata | Udinese          | 0 – 0 | Venezia | Stadio Moretti\| Arbitro: \| Bonetto (Torino) \| |
| Arbitro:                           | Bonetto (Torino) |       |         |                                                  |

| Arbitro: | Sbardella (Roma) |

|              |           |  |
| Altafini 32’ | Marcatori |  |

| Arbitro: | Marchese (Napoli) |

|                     |           |                                              |
| Bruno Siciliano 62’ | Marcatori | 16’ Orlando 18’ Jonsson 47’ (rig.) Angelillo |

| Arbitro: | Adami (Roma) |

|                                     |           |  |
| Bruno Siciliano 69’ Santisteban 75’ | Marcatori |  |

| Arbitro: | Righi (Milano) |

|  |           |               |
|  | Marcatori | 3’, 60’ Rossi |

| Arbitro: | De Marchi (Pordenone) |

|                          |           |  |
| Bruno Siciliano 44’, 74’ | Marcatori |  |

| Arbitro: | Bonetto (Torino) |

|             |           |            |
| Tesconi 74’ | Marcatori | 4’ Nielsen |

| Milano 25 marzo 1962 31ª giornata | Inter            | 0 – 0 | Venezia | Stadio San Siro\| Arbitro: \| Sbardella (Roma) \| |
| Arbitro:                          | Sbardella (Roma) |       |         |                                                   |

| Arbitro: | Babini (Ravenna) |

|                                |           |                            |
| Benaglia 33’ (aut.) Raffin 76’ | Marcatori | 30’ Prenna 51’ Castellazzi |

| Arbitro: | Righi (Milano) |

|           |           |                     |
| Kölbl 87’ | Marcatori | 56’ Bruno Siciliano |

| Arbitro: | De Robbio (Torre Annunziata) |

|                                          |           |  |
| Bruno Siciliano 60’ Rossi 68’ Santon 70’ | Marcatori |  |

### Coppa Italia
| Arbitro: | Gambarotta (Genova) |

|                    |           |  |
| Mazzero 52’ (rig.) | Marcatori |  |

## Statistiche

### Statistiche di squadra
| Competizione | Punti | In casa | In casa | In casa | In casa | In casa | In casa | In trasferta | In trasferta | In trasferta | In trasferta | In trasferta | In trasferta | Totale | Totale | Totale | Totale | Totale | Totale | DR |
| Competizione | Punti | G       | V       | N       | P       | Gf      | Gs      | G            | V            | N            | P            | Gf           | Gs           | G      | V      | N      | P      | Gf     | Gs     | DR |
| ------------ | ----- | ------- | ------- | ------- | ------- | ------- | ------- | ------------ | ------------ | ------------ | ------------ | ------------ | ------------ | ------ | ------ | ------ | ------ | ------ | ------ | -- |
| Serie A      | 29    | 17      | 7       | 6       | 4       | 24      | 18      | 17           | 1            | 7            | 9            | 11           | 23           | 34     | 8      | 13     | 13     | 35     | 41     | -6 |
| Coppa Italia |       | -       | -       | -       | -       | -       | -       | 1            | 0            | 0            | 1            | 0            | 1            | 1      | 0      | 0      | 1      | 0      | 1      | -1 |
| Totale       |       | 17      | 7       | 6       | 4       | 24      | 18      | 18           | 1            | 7            | 10           | 11           | 24           | 35     | 8      | 13     | 14     | 35     | 42     | -7 |

### Statistiche dei giocatori
| Giocatore      | Serie A  | Serie A | Coppa Italia | Coppa Italia | Totale   | Totale |
| Giocatore      | Presenze | Reti    | Presenze     | Reti         | Presenze | Reti   |
| -------------- | -------- | ------- | ------------ | ------------ | -------- | ------ |
| M. Ardizzon    | 32       | 0       | -            | -            | 32       | 0      |
| C. Azzali      | 4        | 0       | -            | -            | 4        | 0      |
| G. Baldisserri | 8        | -15     | -            | -            | 8        | -15    |
| C. Bandoni     | 3        | -7      | 1            | -1           | 4        | -8     |
| G. Bubacco     | 1        | 0       | -            | -            | 1        | 0      |
| S. Carantini   | 28       | 0       | -            | -            | 28       | 0      |
| D. D'Alessi    | 1        | 0       | -            | -            | 1        | 0      |
| D. Danieli     | 1        | 0       | -            | -            | 1        | 0      |
| A. De Bellis   | 25       | 0       | 1            | 0            | 26       | 0      |
| S. Frascoli    | 33       | 2       | -            | -            | 33       | 2      |
| G. Grossi      | 18       | 0       | 1            | 0            | 19       | 0      |
| G. Guizzo      | 2        | 0       | -            | -            | 2        | 0      |
| G. Invernizzi  | 9        | 0       | 1            | 0            | 10       | 0      |
| L. Kaszas      | 10       | 1       | 1            | 0            | 11       | 1      |
| E. Magnanini   | 22       | -19     | -            | -            | 22       | -19    |
| G. Maschietto  | 2        | 0       | 1            | 0            | 3        | 0      |
| A. Pochissimo  | 24       | 0       | 1            | 0            | 25       | 0      |
| G. Raffin      | 27       | 11      | 1            | 0            | 28       | 11     |
| G. Rossi       | 30       | 6       | -            | -            | 30       | 6      |
| J. Santisteban | 26       | 2       | -            | -            | 26       | 2      |
| B. Santon      | 11       | 1       | 1            | 0            | 12       | 1      |
| N. Sgorbissa   | 1        | 0       | 1            | 0            | 2        | 0      |
| B. Siciliano   | 23       | 8       | -            | -            | 23       | 8      |
| M. Tesconi     | 29       | 2       | 1            | 0            | 30       | 2      |
| G. Zavaglio    | 4        | 0       | -            | -            | 4        | 0      |